# Nycteola feusteli
Nycteola feusteli är en fjärilsart som beskrevs av Ludwig Osthelder 1932. Nycteola feusteli ingår i släktet Nycteola och familjen trågspinnare. Inga underarter finns listade i Catalogue of Life.